# Benjamin Sisko
Benjamin Sisko est un personnage de l'univers de Star Trek. Il est le personnage principal des sept saisons de la série Star Trek: Deep Space Nine et l'acteur américain Avery Brooks lui prête ses traits.

## Biographie
Né sur Terre à La Nouvelle-Orléans en 2332, Benjamin Lafayette Sisko passe son enfance dans le quartier français de ce port du Mississippi où son père dirige un restaurant créole. De même que les autres enfants de la famille (parmi lesquels sa sœur Judith), Benjamin y joue chaque soir le rôle de « goûteur » des nouvelles recettes préparées par Joseph Sisko.
Le jeune garçon se passionne parallèlement pour le sport avec une prédilection pour le baseball (dont il connaît les meilleurs joueurs professionnels jusqu’à la disparition de cette catégorie en 2042) et pour la lutte.
Lorsqu’il entre à l’Académie de Starfleet en 2350, Benjamin Sisko continue pendant quelques semaines à se faire téléporter chaque soir jusqu’au domicile familial afin d’y prendre ses repas en famille puis il finit par déroger quelque peu à la tradition paternelle et se mêle plus volontiers à ses condisciples (parmi lesquels Calvin Hudson, qui devient l’un de ses meilleurs amis), allant jusqu’à diriger l’équipe de lutte qui s’est constituée dans les rangs des cadets.
Après avoir effectué un stage d’observation sur la base stellaire 137 lors de sa dernière année d’études, il sort promu de l’Académie en 2354 et rencontre Jennifer (qui ne tardera pas à devenir sa femme) immédiatement après être devenu officier de Starfleet.
L’une de ses toutes premières affectations (lorsqu'il n'était encore que cadet) l'ayant conduit sur la station Pelios, il y fait la connaissance d’un diplomate Trill nommé Curzon Dax. En 2355, il embarque à ses côtés à bord du Livingston avant d'être transféré à bord de l'Okinawa sous le commandement du capitaine James Leyton. Il participe alors aux combats entre la Fédération et les Tzenkethi. Devenu lieutenant commander et premier officier du navire à la demande expresse de Leyton, il conserve les mêmes fonctions à bord du Saratoga (vaisseau à bord duquel il voyage en compagnie de son épouse et de leur fils Jake, né en 2355).
Au tout début de l’année 2367, le  Saratoga est détruit lors de la bataille de Wolf 359 contre les Borgs. Jennifer Sisko ne survit pas à l’attaque menée par Jean-Luc Picard (assimilé sous le nom de Locutus), laissant Benjamin totalement seul pour s’occuper de Jake. Ce dernier accompagne finalement son père sur les chantiers martiens d’Utopia Planitia où l’officier sert durant près de trois ans (en travaillant notamment sur le prototype du Defiant, un vaisseau de la flotte d’un tout nouveau type).
En 2369, Ben Sisko est élevé au grade de commandeur et se voit confier la responsabilité de Deep Space Nine, nouveau nom donné à l’ancienne station minière cardassienne Terok Nor installée en orbite de Bajor pendant l’occupation de cette planète. Peu enclin à s’enthousiasmer pour son nouveau poste, il s’aperçoit toutefois qu’un trou de ver (improprement surnommé « vortex ») menant directement dans le Quadrant Gamma s’ouvre à proximité de la station. Choisi par les entités habitant ce passage (les Prophètes de Bajor) en tant qu’« Émissaire » du peuple bajoran, Sisko devient consécutivement une figure religieuse en même temps qu’il prend conscience des implications commerciales, diplomatiques et politiques de sa récente découverte.
Passionné par une telle situation, cet homme au caractère bien trempé administre donc la station qui lui a été confiée, accède au grade de capitaine en 2371 et prend bientôt les commandes du Defiant, le petit bâtiment qu’il avait contribué à mettre au point quelques années plus tôt. Que ce soit dans le rôle d’officier supérieur de Starfleet ou dans celui d’Émissaire, Benjamin Sisko s’acquitte de toutes les tâches qui lui sont confiées avec une totale efficacité et une humanité teintée d’un mysticisme dont il se serait pourtant prétendu à l’abri avant sa rencontre avec les Prophètes.
Devenu veuf après seulement douze années de mariage, cet officier connaît sur le plan sentimental quelques liaisons passagères avant de rencontrer en 2371 la ravissante Kasidy Yates (la rencontre est provoquée par son fils, Jake Sisko), capitaine d’un vaisseau-cargo qui se révèle l’année suivante servir au transport d’armes destinées aux rebelles du Maquis. Les sentiments de Ben et de Kasidy survivent toutefois à cette crise et les deux amants se retrouvent dès la libération de la jeune femme pour ne plus se quitter jusqu’à leur mariage en 2375 (malgré l’opposition des Prophètes) tandis que Yates attend un enfant du capitaine de DS9.
Directement impliqué dans le long conflit qui oppose les forces du Dominion et celles de leurs nombreux sbires (les Cardassiens en tête) à celles de la Fédération et de leurs propres alliés au début des années 2370, Sisko reçoit en 2374 l’aide des Prophètes du trou de ver, lesquels exterminent les nombreux vaisseaux Jem'hadars qui transitaient alors par cette voie. Sachant qu’il lui reste un prix très lourd à payer pour cette assistance inespérée, Sisko se prépare au cours des mois qui suivent à assumer une destinée hors du commun.
À la fin de l’année 2375, il défie ainsi les Pah-wraiths, sorte de démons de la mythologie bajorane qui constituent le pendant négatif des Prophètes, et il s’aperçoit en rejoignant ces derniers (dont sa propre mère, Sarah, était issue...) que son apprentissage à leurs côtés ne fait que commencer bien que son existence humaine soit arrivée à son terme (et même si la possibilité semble lui être laissée de revoir un jour ceux qui lui sont chers).

## Caractère
Sisko est ouvert à tout le monde, bien qu'il évite toute relation amoureuse depuis la mort de sa femme. Il est passionné par le baseball (il possède divers holo-programme de match et a une grande connaissance de son histoire et de ses joueurs), il est intéressé par l'aérospatial (il construira un véritable voilier solaire Bajoran et fera le voyage jusqu'à la zone Cardassienne afin de prouver que la légende Bajorane relatant le même trajet en des temps anciens est fondée). Il s'intéresse à l'histoire d'autres peuples (surtout l'histoire Bajorane à cause de son statut d'émissaire), il connaît également la plupart des devises de l'acquisition férengie.
Bien que partageant les mêmes valeurs fondamentales des capitaines Jean-Luc Picard et Kathryn Janeway, Sisko montre une tendance à compromettre ces valeurs dans des situations extrêmes. L'exemple le plus frappant est dans l'épisode Sous la lune pâle, dans laquelle Sisko, entrave la justice et se rend complice involontaire d'assassinat afin de modifier le cours du conflit les opposants au Dominion. Par la suite, Sisko enregistre un journal de bord personnel en ce qui concerne ses sentiments sur toute l'affaire, déplorant le fait qu'il ne semble éprouver aucun remords pour ses actes (en entraînant les Romuliens dans la guerre, afin d'augmenter sensiblement les chances de survie de la Fédération) avant de le supprimer de l'ordinateur.
Un autre exemple de cette approche sombre peut être trouvé dans l'épisode Pour l'uniforme (For the Uniform), dans lequel Sisko n'hésite pas à empoisonner l'atmosphère d'une colonie maquis afin d'attraper le traître Michael Eddington (Sisko prévient quand même le Maquis suffisamment à l'avance pour qu'ils puissent évacuer la planète).

## Informations non-canoniques
En plus de sa sœur cadette Judith, Benjamin Sisko partage les repas préparés par son père Joseph avec deux frères plus jeunes que lui.
Il se voit surnommé « Dead-Eye » à l'Académie de Starfleet en raison de l'excellence de ses résultats aux exercices de tir proposés à tous les cadets [The Siege par Peter David].
Dans une clinique de San Francisco administrée par Starfleet, sa femme Jennifer Sisko donne naissance en 2355 au fils unique du couple Sisko officiellement prénommé Jacob Issac même si tout le monde prend très vite l'habitude de l'appeler Jake [ST The Lost Era : Deny Thy Father par Jeff Mariotte].
En 2360, alors que Benjamin Sisko officie en qualité de lieutenant à bord de l'Okinawa, le jeune homme est temporairement détaché auprès de l'Agence de Renseignement de Starfleet sur recommandation de Curzon Dax. Il y sert sous les ordres de l'amiral Nyota Uhura qui l'envoie en mission au sein de l'Empire Stellaire Romulien et il décide à son retour de s'orienter vers le commandement plutôt que vers l'ingénierie (qui constituait pourtant sa spécialité première) [ST The Lost Era : Catalyst of Sorrows par Margaret Wander Bonanno].
Cette expérience l'aide quatorze ans plus tard à prendre contact avec les Romuliens et à les convaincre de s'allier à la Fédération contre le Dominion, quitte à enfreindre pour cela certaines des règles de conduite fixées par Starfleet à l'encontre des ressortissants de la planète Romulus [la mission de Sisko en territoire romulien étant au centre du roman Hollow Men par Una McCormack].
Vivant auprès des Prophètes de Bajor à partir de la fin de l'année 2375, Benjamin Sisko commence par leur apprendre ce qu'est une existence linéaire en leur décrivant un futur alternatif où toute chose découle de situations différemment gérées dans le passé par les occupants de la station Deep Space Nine [DS9 Millenium : The Fall of Terok Nor, The War of the Prophets et Inferno par Judith & Garfield Reeves-Stevens].
Rejoint par le commandeur Elias Vaughn lorsque ce dernier fait l'expérience des pouvoirs contenus dans l'Orbe de l'Unité, l'ancien capitaine de DS9 profite de l'occasion qui lui est offerte pour renouer avec la réalité qu'il a dû quitter. Les efforts conjoints des deux hommes leur permettent finalement de quitter la « demeure » des Prophètes et de rallier Bajor alors en proie à une attaque du parasite qui a déjà menacé Starfleet dix ans auparavant [Unity par S.D. Perry].
Sisko revient juste à temps auprès de son épouse Kasidy pour assister à la naissance de sa fille Rebecca Jae (dont les anciens écrits bajorans semblent avoir annoncé la venue en tant qu'« Avatar de la Paix »). Il refuse en revanche le poste d'amiral que lui propose la flotte dès son retour et préfère passer autant de temps que possible avec la famille qu'il a retrouvée tout en préparant le retour dans l'espace bajoran des mystérieux « Ascendants » [Worlds of Deep Space Nine / Volume Two : Bajor, Fragments and Omens par J. Noah Kym]